# Astyochia pallene
Astyochia pallene är en fjärilsart som beskrevs av Druce 1893. Astyochia pallene ingår i släktet Astyochia och familjen mätare. Inga underarter finns listade i Catalogue of Life.